# FC MIKA
FC MIKA (armenski: Ֆուտբոլային Ակումբ Միկա Երեւան) je armenski nogometni klub iz Erevana. 

## Poznati bivši igrači
- Gevorg Kasparov
- Armen Šahgeldjan
- Cléber
- Kléber
- Tales
- Aleksandr Antipenko
- Sergej Gorlukovič
- Ivan Ristić

## Uspjesi
- Armenski kup: 6

( 2000., 2001., 2003., 2005., 2006., 2011. )
- Armenski Superkup: 1

( 2005. )

## Vanjske poveznice
- FFA.am profile
- Uefa.com profile
- Soccerway.com profile